# دهستان امامزاده ابوطالب
دهستان امامزاده ابوطالب نام دهستانی در بخش مرکزی شهرستان رباط‌کریم، استان تهران است. براساس سرشماری مرکز آمار ایران در سال ۱۳۸۵، جمعیت آن ۴۹۲۱ نفر (۱۲۵۱ خانوار) بوده‌است.